# Dué le quartz
Dué le quartz（デュール クォーツ、1999年2月14日 - 2002年9月22日）は、主に日本で活動していたヴィジュアル系ロックバンドである。有限会社PS COMPANYに所属していた。インディーズで絶大な人気を得て、後期にはアジアを中心に海外でも多くのファンに支持されるが、2002年解散した。

## バンド

### メンバー
- Sakito

ボーカル、リーダー担当。本名・先沖仁志

1976年4月26日生まれ、血液型A型、広島県呉市出身。
Dué le quartz解散後、2005年1月26日にキカサと2人でユニットバンド【FIGURe;】を結成するが、同年、9月22日、Sakitoの脱退により解散。30歳で芸能界を引退。学習塾やコンビニの経営を経て、2022年の第26回参議院議員通常選挙に参政党公認で石川県選挙区から立候補したが、落選、2024年の第50回衆議院議員総選挙に参政党公認で神奈川14区から立候補したが、落選。
- 雅～みやび～

ギター、裏ボイス、コンポーザー担当。大半の曲の作詞作曲をし、サンプリング、プログラミングも手掛ける。

1981年9月14日生まれ、血液型AB型、兵庫県川辺郡猪名川町出身。

Dué le quartz解散後ソロで活動を開始し、現在はサムライギタリストMIYAVIとして国内外で活躍中。2007年、YOSHIKI、GACKT、SUGIZOと新バンドS.K.I.N.を結成（現在活動は行っていない）。2022年、YOSHIKI、HYDE、SUGIZOと新バンドTHE LAST ROCKSTARSを結成した。
- キカサ

ベース担当。

1979年1月24日生まれ、血液型A型、長野県長野市出身。

Dué le quartz解散後の2003年にロックバンドShelly Trip Realizeに参加するも翌年脱退、その後、自ら立ち上げたインディーズレーベルTUXEDO PRODUCTIONの代表を務め、若手バンドのプロデュースなどを行った。同時期、元Raphael、元riceのボーカリスト櫻井有紀とのセッションユニットうんずのベーシストとしても活動したが現在活動は行っていない。
- KAZUKI

ドラム担当。

誕生日は5月11日、血液型不明、東京都出身。
ヴィジュアル系バンドDeshabillzの活動休止後、JE*REVIENSを結成するが、脱退。その後、Dué le quartzに加入した。Dué le quartz解散後、ヴィジュアル系バンドバビロンに参加しバンド活動を継続したが脱退。現在は引退し結婚している。

### 過去のメンバー
- Ken

ギター担当。本名・坂本賢吾。

1978年3月19日生まれ。長野県出身。
脱退後はCRADLE（2000年2月結成~2000年8月解散）に在籍。
CRADLE解散後はGill'e cadith（2000年10月結成~2000年12月脱退）に在籍。
その後はフードファイター「アーティスト泉」として大食い番組等で活動。2005年新人戦で準優勝、同年大食い王戦で4位、2006年4位、2007年3位、2008年東京予選敗退を機に引退。引退後、いくつかの職を転々とした後、現在は出家している。

### エピソード
- 結成最初に作られた曲は、名刺代わりに使われていたという、バンド代表曲の『明鏡止水』である。作曲者はベースのキカサ、作詞者はボーカルのSakito。
- 1stミニアルバム『未完成の“ジキル”と“ハイド”』のCDジャケット内、宣伝ポスターとCD発売前後のチラシに「迷エル子羊達二現実逃避ノ羽ヲ…」という言葉が印刷されていることから、メンバー及び公式がファンのことを子羊と呼び、それ以来ファン達も子羊と自称するようになった。なぜか仔羊に間違われることが多い。

## バイオグラフィ

### 1998年
- 12月　ボーカルのSakitoを中心でバンド結成、当時のバンド名は二つの水晶であった。

### 1999年
- 1月　ベースのキカサ加入。
- 2月　初ライブ in 渋谷CYCLONE。
- 3月　ドラムのKAZUKI加入 in 高田馬場AREA。
- 5月　ギターのKen脱退。
- 6月　ギターの雅～みやび～加入 in 高田馬場AREA。

### 2000年
- 6月　DAS:VASSERとのカップリングツアー「D」を行う。
- 7月　全国ツアー「Alkaloid ～歯車の欠けた理想論～」を行う。

- 8月　オフィシャルファンクラブBaby Merry発足。
- 8月　初ワンマン「合法ドラッグ」 in 渋谷ON AIR WEST。
- 11月　寝屋川VINTAGE BARにて無料ワンマン2Days開催。
- 12月　高田馬場AREAにて3Daysワンマン「官能愛撫」開催。

### 2001年
- 2月　渋谷ON AIR EAST・WEST 同時ワンマン BRAINTINE「甘い右脳」「苦い左脳」開催。

- 5月　初ワンマンツアー「259046930439141-9」開催、全七ヶ所。
- 6月　香港のライブイベントRock on 2001出演で初海外進出。
- 8月　SHIBUYA-AXワンマン「6419461049162791-69」開催。
- 8月　初ファンクラブ限定ワンマンツアーをメンバー出身地の全四都市(広島、兵庫、長野、東京)にて開催。
- 9月　香港にて初海外ツアー及び初海外ワンマン。
- 12月　ワンマンツアー「アメと鞭を・・・」開催。

### 2002年
- 1月　赤坂BLITZでワンマンツアー「アメと鞭を・・・」ファイナルを行う。
- 2月　渋谷ON AIR EASTでFCイベント「子羊総決起大集会」を開催。
- 3月　関東ワンマンツアー「関東卍搦め」を行う。
- 5月　渋谷ON AIR WESTワンマン 原点回帰イベント ～Re:下剋上～ 其ノ壱「Re:合法ドラッグ」開催。

- 6月　渋谷ON AIR EASTワンマン 原点回帰イベント ～Re:下剋上～ 其ノ弍「Re:BRAINTINE」にて解散発表。
- 9月　SHIBUYA-AXワンマン 原点回帰イベント ～Re:下剋上～ 其ノ参「Re:6419461049162791-69」が急遽「LAST LIVE」として開催される事となり、この日を以て解散した。

## ディスコグラフィ

### デモテープ
- アメと鞭を… （2000年7月19日～8月3日）
ライブイベントツアー会場限定販売、ジャケット全四種類、各300枚限定

1. アメと鞭を…

- Rob Song （2001年5月16日～5月31日）
初ワンマンツアー会場限定販売、ジャケット全七種類

1. I rob you

### シングル
- Ｄ （2000年6月24日、7月9日）
DAS:VASSERとのカップリングツアーファイナル二日間無料配布、2バンド各一曲収録

1. D / DAS:VASSER
2. 鋲 / Dué le quartz

- Dear...from xxx disc-1 （2001年1月24日）
完全限定10000枚

1. Dear...from xxx
2. 「Luna」へ...
3. B・U・G　～Baby

- Dear...from xxx disc-2 （2001年1月24日）
完全限定10000枚

1. Dear...from xxx
2. 非合法ドラッグ
3. Sel-fish　Merry～

- Bitter （2001年2月14日）
結成2周年記念ワンマン無料配布

1. 明鏡止水 (Live ver)
2. ウタカタノ...夢? (Live ver)
3. 「…」 (Live ver)

- 明鏡止水 / 259046930439141-9 ver （2001年5月16日～5月31日）
初ワンマンツアー無料配布

1. 明鏡止水 / 259046930439141-9 ver

- Re:plica  （2001年8月1日）

1. Re:plica＜レプリカ＞
2. Re:Sbiaundead home de suck＜ホームシック＞
3. Re:shake speare＜シェイクスピア＞

- WARNING （2001年8月16日～8月27日）
PS COMPANY所属三バンドの合同ツアー会場限定販売、ジャケット全五種類

1. WARNING (Kagrra、Ashとのコラボ曲)
2. メンバーコメント

- Rob Song （2003年2月）

1. I rob you

### ミニアルバム
- 未完成の“ジキル”と“ハイド” （1999年11月21日）
初回3000枚限定盤、シリアル№入りスペシャルブックレット封入

1. Muddy Blood
2. 明鏡止水
3. レクイエム

- 未完成の“ジキル”と“ハイド” （1999年12月25日）
2ndプレス3000枚限定盤、未発表曲Maxi Single封入

1. Muddy Blood
2. 明鏡止水
3. レクイエム
4. 蛻ノ殻

- 自殺願望 （2000年5月29日）
完全限定5000枚

1. ウタカタノ...夢?
2. Monochrome
3. 卍搦め
4. 4月1日花畑にて...
5. 自殺願望

- 未完成の“ジキル”と“ハイド” ～若氣の至り～ （2000年8月10日）
3rdプレス通常盤

1. Muddy Blood
2. 明鏡止水
3. レクイエム

- 自殺願望 （2001年4月25日）
最終プレス通常盤

1. ウタカタノ...夢?
2. Monochrome
3. 卍搦め
4. 4月1日花畑にて...
5. 自殺願望
6. 自殺行為 (自殺願望ライブバージョン)

- 未完成の“ジキル”と“ハイド” ～若氣の至り～ リニューアルver （2002年1月9日）
最終プレス通常盤

1. Muddy Blood
2. 明鏡止水
3. レクイエム

- ロデオ （2002年5月12日）

1. -O°C
2. LILY FOR YOU
3. いしのむくろ
4. 玩具修理者
5. Rumor
6. ロデオ

- LAST TITLE （2002年9月4日）

1. d.q.
2. シュガーレス・シャンハイ

### アルバム
- BEST ALBUM （2002年9月4日）

1. 明鏡止水 (御無沙汰ver)
2. 鋲
3. レクイエム
4. 蛻ノ殻
5. 機械仕掛けの舞踏会
6. アメと鞭を…
7. 自殺願望
8. 卍搦め
9. Dear...from xxx disc-1
10. Dear...from xxx disc-2
11. Re:plica
12. Re:shake spear
13. ロデオ

### オムニバスCD
- TRIBAL MILLENNIUM ARIVALL（2000年1月1日）
- PRELUDE（2000年4月26日）
- SHOCK dege 2000（2000年10月14日）

### ビデオ
- 自殺願望（2000年7月10日）
- Milk（2001年2月14日、当日会場無料配布）
- Milk 海賊盤（2001年2月14日、当日会場限定販売）
- Baby Merry（2001年8月28日、当日会場限定ファンクラブ入会特典）
- Re:plica（2001年8月28日、当日会場限定販売）
- History 1999-2001（2002年1月7日、当日会場無料配布）
- BRAINTINE（2002年1月9日）
- 「6419461049162791」-69（2002年1月9日）
- TOUR 「アメと鞭を・・・」FINAL 2002.01.07 in 赤坂BLITZ（2002年7月3日）
- VIDEO CLIPS（2002年7月3日）
- Last Live 2002.09.22 SHIBUYA-AX（2002年12月、受注生産限定）
- 2000.08.21 ON AIR WEST 1st ONE MAN LIVE 「合法ドラッグ」（2003年2月、受注生産限定）